# Occhi nelle tenebre
Occhi nelle tenebre (Blink) è un film del 1993 diretto da Michael Apted.

## Trama
Chicago. Emma Brody è cieca sin da bambina: la madre, una donna violenta, le fracassò il volto contro uno specchio perché la bimba stava giocando con i suoi rossetti, col risultato di farle perdere la vista.
Anni dopo Emma è la violinista di un famoso gruppo specializzato in musiche irlandesi, e ad un certo momento viene sottoposta a un intervento rivoluzionario, un trapianto di cornea che le restituisce l'uso degli occhi, anche se inizialmente vede immagini distorte e a volte prive di senso. L'incapacità del suo cervello di elaborare le immagini le provoca un "ritardo" sensoriale: a volte vede qualcosa o una persona, ma la consapevolezza di aver visto arriva con ore di ritardo, provocandole disagio e smarrimento.
Una notte si sveglia perché sente dei rumori sul pianerottolo; affacciatasi sulle scale, non riesce a vedere in faccia la persona a causa della vista sfocata e la scambia per un suo vicino. La mattina, poi, ha alcune allucinazioni di un giovane uomo in casa sua quando in realtà non c'è nessuno. La scoperta che la sua vicina Valerie è scomparsa le fa comprendere di aver visto una persona sospetta e si rivolge alla polizia, dove incontra il detective John Hallstrom; egli è in imbarazzo perché settimane prima, ubriaco, ha fatto lo stupido durante un concerto del gruppo di Emma, spogliandosi davanti a lei, e la ridicolizza. Quando Valerie viene trovata morta, Hallstrom si reca sul luogo del delitto e scopre che Emma è la vicina della vittima e si ricrede sulla testimonianza della donna, che però non riesce a fornire una descrizione valida. Nel corso delle indagini, John ed Emma si avvicinano sentimentalmente, cosa che scatena la gelosia del dottor Ryan Pierce, colui che ha operato Emma restituendole la vista. Inoltre Emma viene continuamente seguita da una persona che non riesce a mettere a fuoco, e viene messa sotto protezione dopo essere sfuggita al suo aggressore per un soffio, anche se le cose non vanno molto meglio a Ralph, il suo cane guida, che inseguendo la figura misteriosa finisce investito da un'auto e ricoverato per le ferite. Intanto un'altra donna viene uccisa a Milwaukee e poi una nell'Indiana, anche loro reduci da un trapianto: la prima ha ricevuto un rene e la seconda un cuore. John e i suoi colleghi scoprono che Valerie aveva ricevuto per sbaglio una lettera indirizzata a Emma a causa di un errore nei dati trascritti in ospedale e ciò li porta a scoprire che l'assassino è un serial killer che si accanisce su chi ha ricevuto gli organi della ragazza di cui era invaghito, e che si trattava di un barelliere che lavorava proprio nell'ospedale dove Emma era stata operata, un tale Neal Booker. Con uno stratagemma, Neal attira Emma nella sua tana con una macchina della polizia, ma lei riesce a ucciderlo con una pistola trovata nel veicolo.
Dopo aver passato la notte al distretto per la deposizione, Emma esce il mattino dopo per tornare a casa e fuori trova John con Ralph, che è guarito, e i due si allontanano insieme.